# Place de la République (Ljubljana)
La place de la République (en slovène : Trg republike), d'abord appelée place de la Révolution, est la plus grande place de Ljubljana, la capitale de la Slovénie. Elle a été dessinée après la Seconde Guerre mondiale par Edvard Ravnikar. Le bâtiment de l'Assemblée nationale se dresse sur son côté nord et le centre Cankar sur son côté sud.